# Hôtel de la Païva

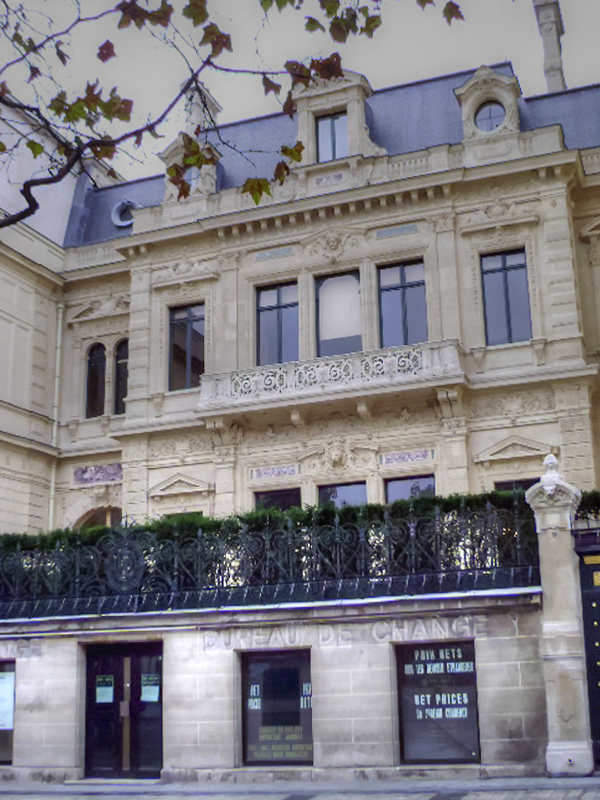
Façade van het paleis in 2013

Het Hôtel de la Païva is een luxueus stadspaleis aan de Champs-Élysées in Parijs. Het werd tussen 1856 en 1866 gebouwd in opdracht van La Païva, een succesvol Russisch demi-mondaine en courtisane.
Door een verbintenis met de puissant rijke Duitse rijksgraaf en staalmagnaat Guido Henckel von Donnersmarck kon La Païva beschikken over het vermogen om een dergelijk bouwwerk op te trekken. Na het voltooien ervan gaf La Païva er overdadige feesten. Ook ontving ze er een keur aan gasten, waaronder Edmond en Jules de Goncourt, Théophile Gautier, Léon Gambetta en Ernest Renan.
In de nasleep van de Frans-Duitse Oorlog ging La Païva zich met de politiek bemoeien. Wellicht trachtte ze een rol te spelen in de onderhandelingen tussen Frankrijk en Pruisen. Het leverde haar een verdenking van spionage op, waarna het paar zich genoodzaakt zag Frankrijk te verlaten. Sinds 1903 is het gebouw in handen van de Travellers Club.

## Gebouw en interieur
La Païva trok de architect Pierre Manguin aan om het gebouw te ontwerpen in de stijl van de Italiaanse renaissance. Het interieur werd gekenmerkt door de overvloedige Franse Empirestijl. Manguin werkte onder meer met de beeldhouwers Albert-Ernest Carrier-Belleuse en Jules Dalou.
Tot de meest markante elementen behoren de in geel marmer uitgevoerde centrale trap, een badkamer in Moorse stijl en een badkuip van geel marmer. En andere badkuip, uitgevoerd in zilver, bevat drie kranen: naar verluidt één elk voor water, melk en champagne. Verder bevat het paleis talloze schilderijen en beeldhouwwerken, alsmede een plafondschildering van de hand van Paul Baudry.
De binnenplaats wordt ontsloten door twee poorten, zodat koetsen door de ene konden binnenkomen en door de andere wegrijden.

### Ontvangst
Het opzichtige gebouw werd niet door iedereen even goed ontvangen. De broers De Goncourt noemden het paleis 'Louvre de Cul' (paleis van de kont) en een populaire uitspraak luidde: "Het werk vordert goed. Het belangrijkste ligt er al: het trottoir."

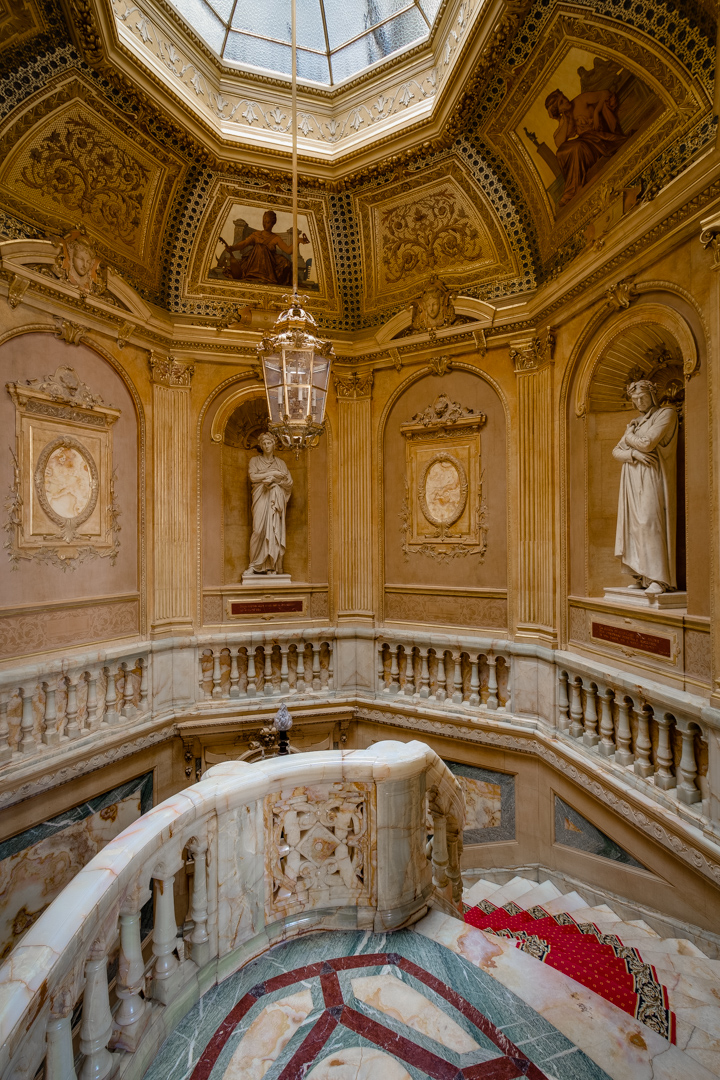
De geel-marmeren trap
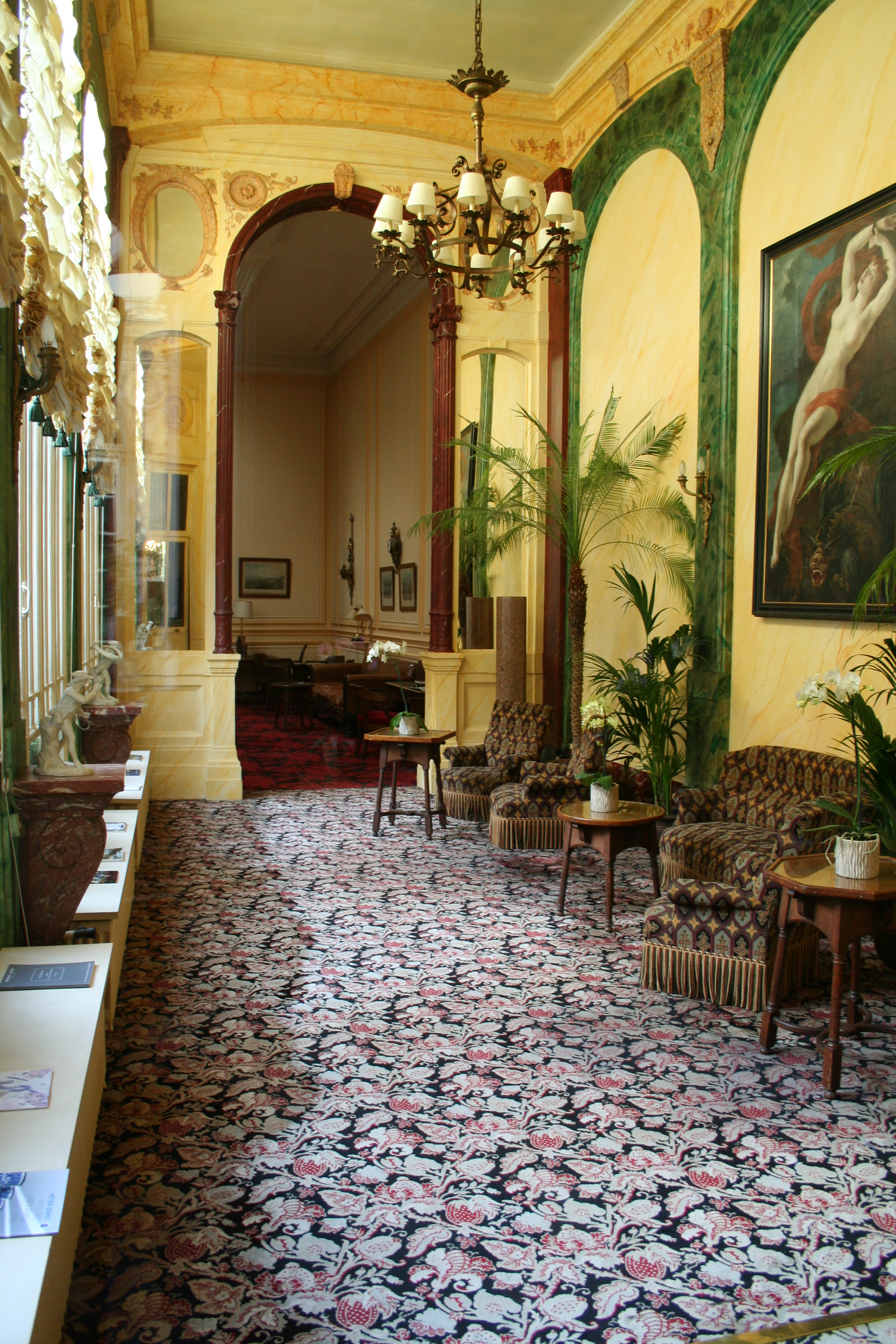
Wintersalon
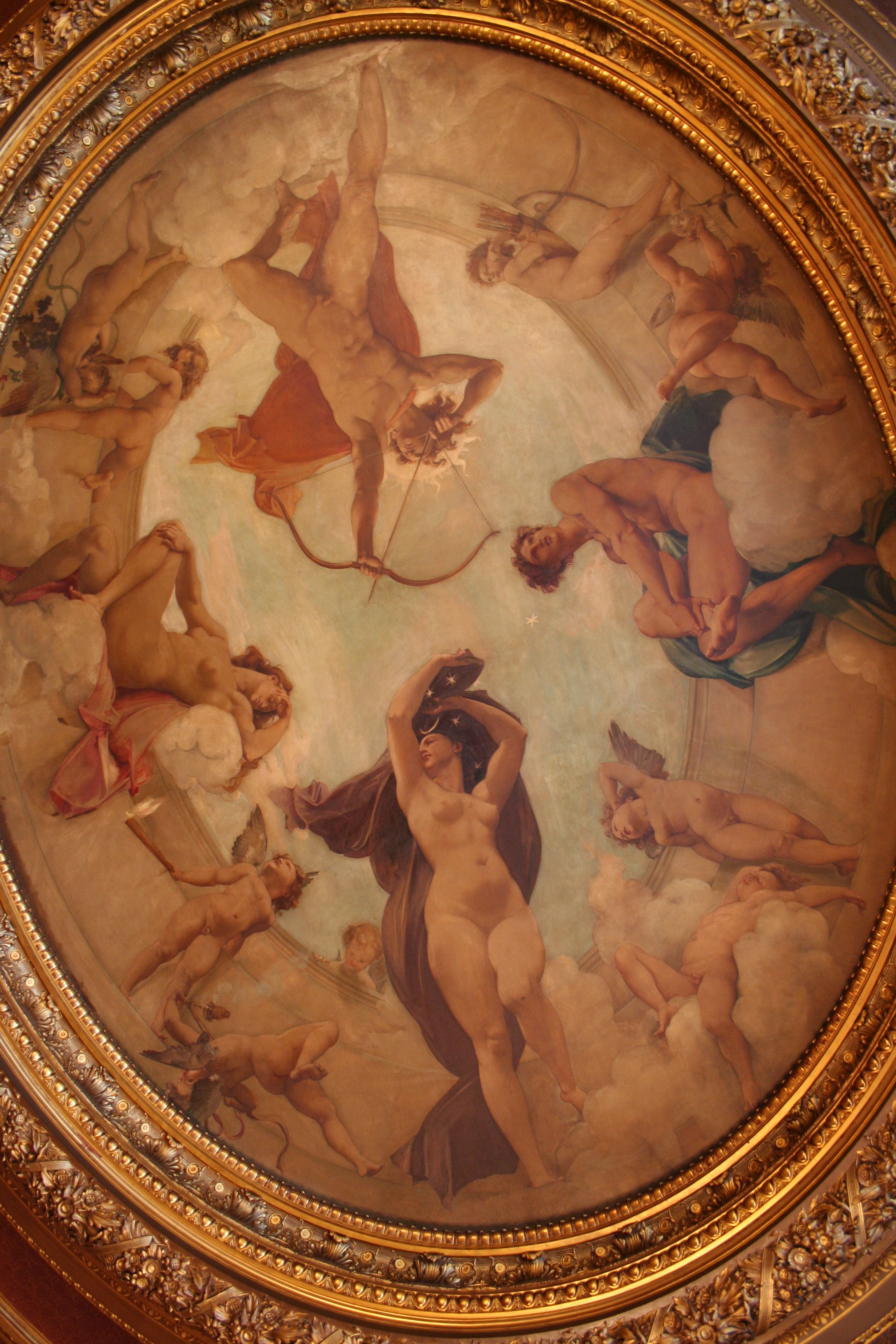
Plafond door Baudry
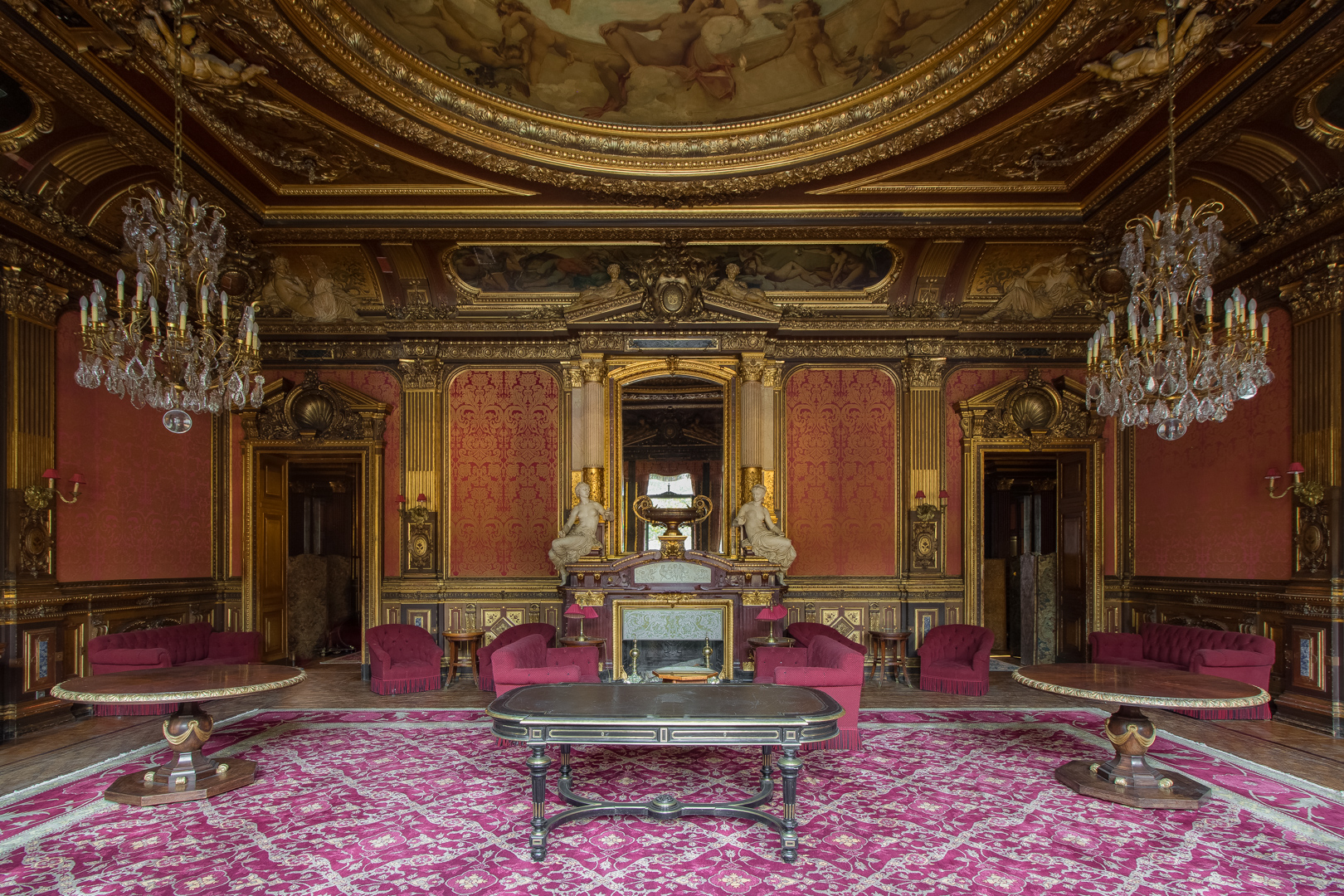
Leeszaal
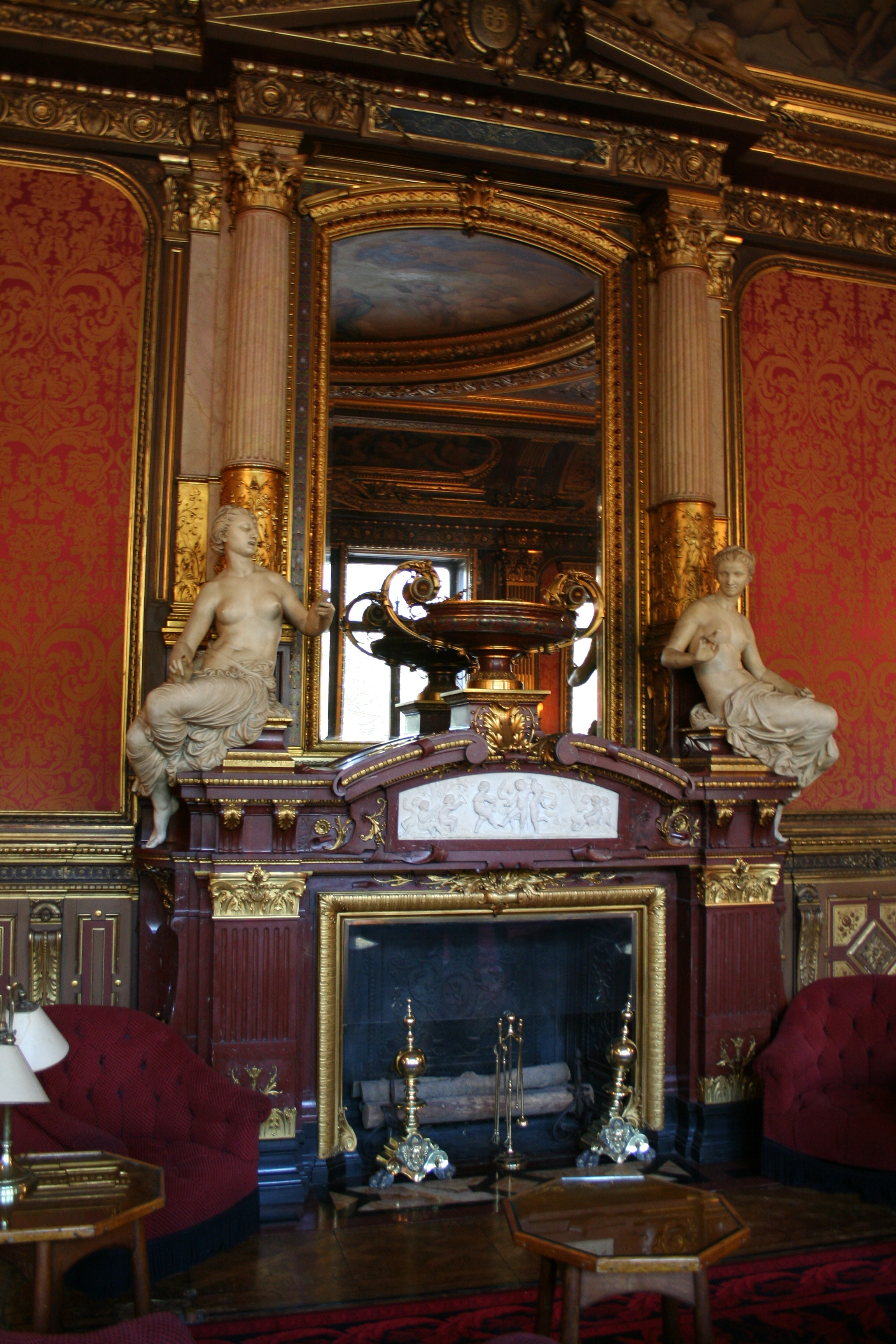
Haard van de Grote Salon